# Гинухці
Гинухці (самоназва гьинухъес, авар. гьинухъесел) — цезький народ.

## Історія
Етнонім «гинухці» походить від слова гьино//гьину, тобто "дорога, тропа". Бежтинці звуть їх гьинухъаса, грузини — лекӏеби, дидо//дидоелеби, цези — гьинузи.
Гинухці в офиційних документах та переписах не виділялися як самостійна народність. В 1944 году, після депортації чеченців та ліквідації Чечено-Інгуської АРСР, гинухці в числі інших аваро-андо-цезьких народів були примусово переселені в приєднаний до Дагестану Веденський район, а після реабілітації чеченців та інгушів, в 1958 году гинухці повернулися на споконвічні території. В 1960-х роках чисельність гинухського населення оцінювалася в 200 чоловік. Перепис 2002 року зафіксував в Росії 531 гинухців, які були включені як етнічна група в складі аварців. За переписом 2010 року в Росії проживало 443 гинухців.

## Розселення
Проживають в основному в селі Гінух на схилі гори Охтльо (Цунтинський район), невелике число – на Прикаспійській рівнині (села Нове Монастирське Кізлярського району, Стальське Кизилюртівського району). Близько 100 ос. проживають в Грузії.

## Мова та вірування
Гинухська мова належить до цезької підгрупи аваро-андо-цезької групи нахсько-дагестанської сім'ї мов. 
Серед гинухців поширені також цезька, російська та аварська мови.
Сповідують сунізм.

## Генетика
По чоловічій лінії у гинухців зустрічаються наступні галогрупи:
J1-56,25 %
G2a-43,75 %